# Ektappa
Ektappa is een dorpscommissie (Engels: village development committee, afgekort VDC; Nepalees: panchayat) in het oosten van Nepal, gelegen in het district Ilam in de Mechi-zone. Ten tijde van de volkstelling van 2001 had het een inwoneraantal van 4875 personen, verspreid over 918 huishoudens; in 2011 waren er 4851 inwoners, verspreid over 1036 huishoudens.